# 梅瑴成
梅瑴成（1681年—1764年），字玉汝，號循齋，寧國府宣城縣人，清朝政治人物、数学家。

## 生平
自幼家學淵源，精通數學、曆法。康熙五十四年（1715年），賜進士出身，選庶吉士，未散館，特授編修，入值南书房。歷官江南道御史、光祿寺少卿、通政司參議，與顧祖禹、萬斯同友好。官至左都御史。曾參修《明史·天文志》，又修《律歷淵源》。一說亦參修《明史·曆志》。著有《增刪演算法統宗》、《赤水遺珍》、《操縵卮言》等。

## 家族
祖父梅文鼎；父梅以燕。